# Pergularia
Pergularia es un género de plantas fanerógamas de la familia Apocynaceae. Contiene 81 especies. Es originario de África, Arabia y Asia donde se encuentra en las sabanas y zonas áridas.

## Descripción
Son enredaderas sufrútices que alcanzan los 400 cm de alto, profusamente ramificadas, con látex de color blanco. Los brotes  poco a densamente pubescentes o tomentosas, sobre toda la superficie; con tricomas erectos, largos y suave. Las hojas son herbáceas, de 3-8 cm de largo y 2.5-6 cm de ancho, ovadas, basalmente cordadas a lobuladas o reniformes, atenuadas o apicalmente agudas a acuminadas, adaxial como abaxialmente poco a densamente pubescentes a aterciopelado con  3 - 6 pares de nervios laterales; y 4-7 coléteres en la base de las hojas.
Las inflorescencias son extra-axilares, solitarias, con 10-25 flores, simples,  largamente pedunculadas, los pedúnculos casi tan largos como los pedicelos ( largos y delgados),  pubescentes a tomentosos, en toda la superficie. Las flores , a menudo, perfumadas muy dulcemente son polenizadas por las polillas. Su número de cromosomas es de: 2n= 22.

## Taxonomía
El género fue descrito por Carlos Linneo y publicado en Systema Naturae, ed. 12 2: 191. 1767.

## Especies
1. Pergularia adenophylla Schltr. & K. Schum. - Camerún
2. Pergularia brunoniana (Wight & Arn.) D.Dietr. - India
3. Pergularia calesiana (Wight) Buch.-Ham. ex Hook.f. - Himalaya
4. Pergularia clausa (R.Br.) Spreng. -  Jamaica - llamada curamagüey[4]
5. Pergularia daemia (Forssk.) Chiov. - Africa, S Asia
6. Pergularia exilis (Colebr.) Spreng. - Bangladés
7. Pergularia flavescens (A.Cunn.) Hook.f. ex D.Dietr.
8. Pergularia hamiltonii (Wight) D.Dietr. -  Uttar Pradesh
9. Pergularia rostrata (R.Br.) Spreng. - Queensland
10. Pergularia roylei (Wight) D.Dietr. - Himachal Pradesh
11. Pergularia suaveolens (R.Br.) Spreng. - Australia
12. Pergularia tinctoria (R.Br.) Spreng. - Sumatra
13. Pergularia tomentosa L. -  Egipto a Pakistán
14. Pergularia viridiflora (R.Br.) Spreng. - Australia

anteriormente incluidos
movidos a otros género (Cionura, Marsdenia, Metaplexis, Strophanthus, Telosma, Tylophora, Vallaris )
1. P. accedens, syn of Telosma accedens
2. P. africana, syn of Telosma africana
3. P. angustiloba, syn of  Telosma angustiloba
4. P. celebica, syn of Telosma celebica
5. P. divaricata, syn of Strophanthus divaricatus
6. P. erecta, syn of  Cionura erecta
7. P. filipes, syn of Telosma procumbens
8. P. glabra, syn of Vallaris glabra
9. P. japonica, syn of Metaplexis japonica
10. P. minor, syn of Telosma cordata
11. P. pallida, syn of Telosma pallida
12. P. parviflora, syn of Marsdenia parviflora
13. P. procumbens, syn of Telosma procumbens
14. P. puberula, syn of Telosma puberula
15. P. sanguinolenta, syn of  Cryptolepis sanguinolenta
16. P. sinensis, syn of  Cryptolepis sinensis
17. P. tenacissima, syn of Marsdenia tenacissima
18. P. velutina, syn of Tylophora velutina